# Markersbach
Markersbach is een plaats en voormalige gemeente in de Duitse deelstaat Saksen. Op 1 januari 2008 fuseerde de gemeente met Raschau tot de gemeente Raschau-Markersbach.